# Can Rusques
Can Rusques és una casa a Santa Maria de Palautordera (Vallès Oriental) protegida com a bé cultural d'interès local. Casa entre parets mitgeres, amb carener paral·lel a la façana i coberta a dues vessants de teula àrab. Consta de planta baixa i pis. La façana està arrebossada i pintada. El portal d'accés a la botiga, de grans dimensions, és d'arc rebaixat de teula plana, amb sòcol de pedra. Al primer pis trobem dues finestres, ambdues adovellades amb pedra picada, llinda plana i ampit motllurat. Sembla que la que està situada a l'esquerra de la façana és original i la de la dreta és una restitució integrada estèticament amb l'entorn.